# Миквиц, Гуннар
Гуннар Миквиц (фин. Gunnar Mickwitz; 19 октября 1906, Або, Великое княжество Финляндское, Российская империя (ныне Турку — 18 февраля 1940, Карельский перешеек) — финский историк, социолог и экономист. Медиевист. Доктор философии (1936).

## Биография
Родом из старой прибалтийской семьи. Изучал историю и классическую филологию в Хельсинкском университете. В 1932 году стал адъюнкт — профессором Университета Хельсинки. В 1936 году получил докторскую степень за диссертацию о денежной и экономической политике Римской империи IV века.
Занимался исследованиями и опубликовал ряд работ по истории древней и средневековой экономики. В 1934 году издал труд о римских серебряных монетах, затем занимался поздней средневековой экономической историей. Известен работами по истории Ганзейского союза и балтийской торговле в первой половине XVI века.
Один из самых многообещающих историков своего времени. Его исследования оказали значительное влияние на современное представление об экономике периодов античности и средневековья. Миквиц, писавший статьи на семи языках, был исследователем беспрецедентного масштаба.
Участник советско-финской войны (1939—1940).
Незадолго до окончания Зимней войны против СССР, блестяще начавшийся путь финского историка оборвался в сражении на Карельском перешейке 18 февраля 1940 года.

## Память
Историческое общество Финляндии учредило фонд его памяти. С 1992 года премией Гуннара Миквица награждаются молодые историки.